# Dekalog, Neun
Dekalog, Neun ist ein polnischer Fernsehfilm aus dem Jahr 1990. Als der neunte Teil der Dekalog-Reihe des Regisseurs Krzysztof Kieślowski behandelt der Film das neunte Gebot – Du sollst nicht begehren deines Nächsten Weib anhand einer Frau die ihren impotenten Mann betrügt.

## Inhalt
Roman erfährt, dass er impotent ist. Sein Arzt und ehemaliger Kollege rät ihm, sich von seiner gutaussehenden Frau zu trennen. Auf dem Nachhauseweg kommt er mit seinem Auto von der Straße ab, bleibt jedoch unversehrt. Er kommt ratlos nach Hause und erzählt seiner Frau Hanka im Bett zögerlich von der Diagnose. Hanka meint, dass Biologisches eine untergeordnete Rolle in einer Beziehung spiele. Anderntags, als Roman zur Arbeit fährt, taucht ein junger Mann vor der Wohnung auf. Seit einiger Zeit betrügt Hanka ihren Mann, den sie jedoch innig liebt. Diese Liebe wird durch die Diagnose eher noch verstärkt.
Roman wird zu Hause von einer männlichen Stimme angerufen. Er manipuliert das Telefon in seinem Zimmer, so dass er fortan alle Gespräche abhören kann. Hanka entscheidet sich, ihre Affäre mit dem jungen Physikstudenten zu beenden. Roman schleicht sich in die Wohnung, in der sich beide treffen und beobachtet Hanka dabei, wie sie Mariusz sagt, dass es vorbei sei. Als Mariusz gegangen ist, bemerkt Hanka, dass sich ihr Mann im Schrank versteckt. Ihr Mann vergibt ihr, und sie versuchen einen Neuanfang, indem sie sich vorübergehend nicht sehen.
Hanka fährt zum Skifahren in die Berge, wo sie unvermittelt auf ihren ehemaligen Liebhaber trifft, der ihr ohne ihr Wissen nachgefahren ist. Unter dem Vorwand, etwas vergessen zu haben, bricht Hanka ihre Reise abrupt ab und fährt zurück nach Warschau. Als ihr Mann durch einen Anruf bei Mariusz Mutter erfährt, dass auch der Liebhaber in die Berge gefahren ist, glaubt Roman, sie betrüge ihn weiter, und stürzt sich mit dem Fahrrad von einer Brücke, um sich umzubringen. Hanka findet zuhause den Abschiedsbrief ihres Mannes und sinkt zusammen. Da klingelt das Telefon: Es ist ihr Mann, der aus dem Krankenhaus anruft.

## Kritik
„Eine als Melodram inszenierte Geschichte der unangebrachten, übersteigerten Emotionen, ein Reflex über falsches Begehren und die Unfähigkeit, mit dem zufrieden zu sein, was man hat; exzellent fotografiert, mit bisweilen komischen Akzenten, ohne daß der ernste Grundton gestört würde.“